# Banksov otok
Banksov otok je eden večjih otokov Kanadskega arktičnega otočja in s površino 70.028 km² 24. največji otok na svetu, ki leži v Beaufortovem morju na skrajnem zahodu otočja. Ozemlje upravno spada pod kanadske Severozahodne teritorije. Od celine ga ločuje Amundsenov zaliv na jugu, na vzhodu pa preliv waleškega princa od Viktorijinega otoka. Proti severu sta najbližja Melvillov otok in Otok princa Patricka. 
Površje je sestavljeno iz planot na severu/severovzhodu in jugu, med katerima je osrednje nižavje. Tega prepredajo reke Big, Bernard in Thomsen, ki tvorijo široke doline. Slednja je najsevernejša reka na svetu, ki je plovna s kanujem, kar lokalne oblasti izkoriščajo v turistične namene. Thomsen je osrednja atrakcija narodnega parka Aulavik, ki obsega 12.000 km² arktičnega nižavja na severnem delu in prispeva tudi k varstvu populacij karibujev ter moškatnega goveda. Moškatno govedo dosega na tem območju največjo populacijsko gostoto v vsem svojem območju razširjenosti. Od habitatnih tipov prevladujejo tundra in vlažni travniki z ostričevkami, drevje pa zaradi preostrega podnebja ne uspeva.
Prvi Evropejec, ki je ugledal otok, je bil avgusta 1820 poročnik Frederick Beechey, član odprave Williama Parryja. Poimenoval ga je po Sir Josephu Banksu, takratnemu predsedniku Kraljeve družbe. Pobliže ga je kasneje raziskal Robert McClure, že pred tem pa so ga redno obiskovali inuitski lovci z Viktorijinega otoka. McClurova odprava je takrat obtičala v ledu, zato so morali zapustiti ladjo in se peš odpraviti prek ledu do celine. Njihovo ladjo, HMS Investigator, so leta 2010 odkrili v plitvini ob obali. Edino naselje, Sachs Harbour ob južni obali, je bilo ustanovljeno v 1950. letih. To je imelo 112 prebivalcev ob popisu leta 2011.